# Hiéroglyphe égyptien F13

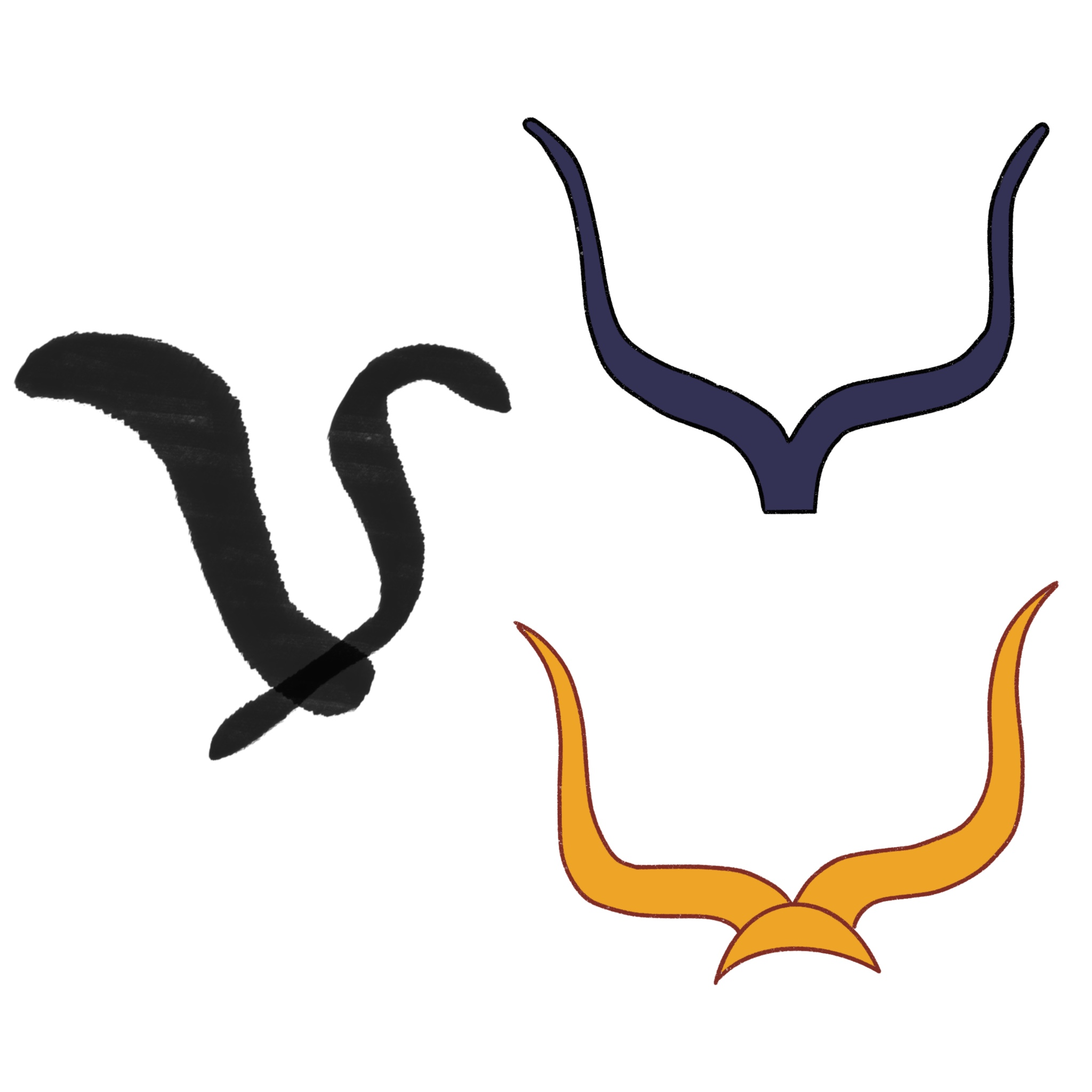
Version hiératique et hiéroglyphique

Les cornes de bovin, en hiéroglyphes égyptiens, sont classifiées dans la section F « Parties de mammifères » de la liste de Gardiner ; cet hiéroglyphe y est noté F13.

## Représentation
Il représente une paire de cornes de bovin (race Negou). Il est souvent jaune sous la XVIIIe dynastie et bleu sous la XIXe. Il est translittéré wp.t, wp ou jp. 

## Utilisation
| wp · t · Z1 |

| wp · t · Z1 |

coiffe, coiffure, zénith »,
d'où découle son utilisation en tant que phonogramme bilitère de valeur wp.
| F13 · p | t · Z9 | A2 |

| F13 · p | t · Z9 | A2 |

| F13 · p | t · y | Z9 · D54 | A1 |

| F13 · p | t · y | Z9 · D54 | A1 |

| F13 · p | t · y | Z9 · D54 | A1 |

| F13 · p | t · y | Z9 · D54 | A1 |

« messager, agent, chargé de mission, spectateurs ».

## Exemples de mots
| F13 · p · Z9 |

| F13 · p · Z9 |

| F13 · p | t · Y1 |

| F13 · p | t · Y1 |

| F13 · N31 | N31 · N31 | A40 |

| F13 · N31 | N31 · N31 | A40 |